# Sun Lang-Xiong
Sun Lang-Xiong es un deportista taiwanés que compitió en judo. Ganó una medalla de bronce en el Campeonato Asiático de Judo de 1981, en la categoría de –95 kg.

## Palmarés internacional
| Representando a China Taipéi |                     |                   |           |
| Campeonato Asiático          |                     |                   |           |
| Año                          | Lugar               | Medalla           | Categoría |
| 1981                         | Yakarta (Indonesia) | Medalla de bronce | –95 kg    |